# هاري بروس (لاعب كرة قدم)
هاري بروس (بالإنجليزية: Harry Burrows)‏ هو لاعب كرة قدم بريطاني، ولد في 17 مارس 1941 في Haydock ‏ في المملكة المتحدة. شارك مع منتخب إنجلترا تحت 21 سنة لكرة القدم. أما مع النوادي، فقد لعب مع أستون فيلا وستوك سيتي وكليفلاند ستوكرز ونادي بليموث أرجايل.

## وصلات خارجية
- هاري بروس على موقع قاعدة بيانات كرة القدم.إي يو (الإنجليزية)
- هاري بروس على موقع Soccerbase.com (لاعب) (الإنجليزية)